# 안산장상공공주택지구
안산장상공공주택지구는 대한민국 경기도 안산시 장산동, 장하동, 부곡동, 수암동, 양상동 일대에 추진중인 3기 신도시이다.